# Slingsby T.61 Falke
 (novembre 2019).
Si vous disposez d'ouvrages ou d'articles de référence ou si vous connaissez des sites web de qualité traitant du thème abordé ici, merci de compléter l'article en donnant les références utiles à sa vérifiabilité et en les liant à la section « Notes et références ».
Dimensions
Le Slingsby Type 61 Falke était une version construite par Slingsby sous licence du planeur motorisé Scheibe SF 25B. Il a été utilisé par la Royal Air Force pour l'entraînement des cadets de l'air sous le titre Slingsby Venture.

## Développement
En 1970, Slingsby achéte une licence pour construire le SF 25B, un monoplan d'entraînement biplace côte à côte. Cette première variante est propulsée par un moteur Starck Stamo MS1500 de 45 ch et fait son premier vol à Wombleton le 8 février 1971. En mai 1971, un avion renommé Venture T1 est évalué par la Royal Air Force et une commande de 15 avions suit. L'avion devait être utilisé par des écoles de vol à voile bénévoles pour l'entraînement de base des cadets de l'air. Après le remplacement par le Grob Vigilant T1, ils ont tous été vendus en 1990.

## Variantes
T61A
Variante de production équipée d'un moteur Starck Stamo MS1500 avec démarrage manuel du moteur, 26 construit.
T61B
Comme T61A, mais équipé d'un moteur Franklin 2A-120-A, un construit.
T61C
Variante de production équipée d'un moteur Starck Stamo MS1500 avec un démarrage de moteur électrique, 8 construit.
T61D
Un T61A réaménagé avec le moteur Rollason R.S.1 en 1972.
T61E
Avions de production pour la RAF sous le titre Venture T2, 15 construits plus tard modifiés en T61F.
T61F
Avions de production pour la RAF avec démarreur de moteur électrique comme le Venture T2, 15 T61Es modifiés et 25 construits.
T61G
Un avion propulsé par un moteur Limbach SL1700.
Venture T1
Désignation DE la RAF pour un T61A acheté pour évaluation en 1971.
Venture T2
Désignation de la RAF pour la production Des avions T61E et plus tard des T61F.